# Abensberg
Abensberg er en by i Landkreis Kelheim i Regierungsbezirk Niederbayern i den tyske delstat Bayern. Den ligger cirka 30 km syd for Regensburg cirka 40 km nordøst for Ingolstadt cirka 60 km vest for Landshut og cirka 100 km nord for München.

## Geografi
Byen ligger ved floden Abens, der er en biflod til Donau fra højre, ca. 8 km før dens udmunding. Kommunens område er præget af den snævre Donaudal ved Weltenburg, Altmühldalen mod nord og humle-dyrkningsområdet Hallertau mod syd.

### Inddeling
Byen omfatter følgende bydele, landsbyer og bebyggelser:
- I byområdet: Abensberg (Hauptort), Aunkofen (Kirchdorf), Badhaus (landsby)
- Mod øst: Gaden (landsby), See (landsby), Offenstetten (kirkeby)
- Mod nordøst: Arnhofen (kirkeby), Baiern (landsby), Pullach (kirkeby), Kleedorf (landsby)
- Mod nord: Sandharlanden (kirkeby), Holzharlanden (kirkeby), Buchhof (udsted)
- Mod vest: Schwaighausen (landsby), Schillhof (udsted), Gilla (udsted)
- Mod syd: Aumühle (udsted), Allersdorf (bebyggelse)
- Mod sydøst: Lehen (udsted), Mitterhörlbach (bebyggelse), Oberhörlbach (landsby), Unterhörlbach (bebyggelse)